# Phibromia
Phibromia là một chi bướm đêm thuộc họ Erebidae.